# 화원초등학교 화봉분교
화원초등학교 화봉분교는 대한민국 전라남도 해남군 화원면 화봉길 144 (화봉리)에 있었던 공립 초등학교이다.

## 연혁
- 1939년 6월 22일 화봉공립심상소학교 개교
- 1941년 4월 1일 화봉공립국민학교로 개칭
- 1993년 9월 1일 화원국민학교 화봉분교로 격하
- 1996년 3월 1일 화원초등학교 화봉분교로 개칭
- 2004년 3월 1일 화원초등학교 본교로 통합